# Crónica Geral de Espanha de 1344
A Crónica Geral de Espanha de 1344 é uma crónica histórica compilada por Pedro Afonso, conde de Barcelos e filho natural do rei D. Dinis de Portugal. A crónica foi redigida em 1344 e reelaborada por volta de 1400. O texto original de 1344 em português se perdeu, mas o texto da refundição de 1400 e as traduções ao castelhano das duas versões ainda existem.
A Crónica de 1344 é considerada a mais importante das crónicas historiográficas portuguesas anteriores ao século XV e um marco da prosa medieval em língua portuguesa.

## Primeira versão
A Crónica de 1344 é uma obra monumental, que sintetiza o conhecimento histórico trasmitido por vários textos anteriores de vários diferentes autores e procedências. A versão da 1344 da crónica foi elaborada pelo conde Pedro Afonso pouco tempo depois da Batalha do Salado (1340), em que os reinos ibéricos cristãos se haviam unido e derrotado o inimigo muçulmano. Nesse contexto, a crónica do conde é uma celebração da história hispânica e do papel destacado e diferenciado do reino de Portugal durante a Reconquista.
A obra começa com um esquema genealógico da história universal baseado em autores como Jerónimo de Estridão e Eusébio de Cesareia. Segue-se a isso uma descrição da geografia da Península Ibérica e da história dos reis visigodos, da invasão muçulmana e dos governantes do Al-Andalus. Estas duas partes foram baseadas na Crónica do Mouro Rasis, obra árabe traduzida ao português na corte de D. Dinis, além de outras crónicas ibéricas de linhagens. Segue-se uma seção que descreve a origem dos reinos de Astúrias, Leão e Castela, baseada no Livro de Gerações (Liber Regum) navarro (c. 1260) e na chamada Versão Galaico-Portuguesa da Crónica Geral de Espanha, obra hoje perdida, que havia sido traduzida no início do século XIV a partir de crónicas em castelhano da época de Afonso X de Leão e Castela. A última e mais extensa parte refere-se à história dos reis hispânicos a partir de Ramiro I de Aragão até a Batalha do Salado (1340), incluindo a história dos primeiros sete reis de Portugal até Afonso IV. Essa parte é muito influenciada por outra crónica, a chamada Crónica Portuguesa de Espanha e Portugal, que chegou até nós através da IVa das Crónicas Breves de Santa Cruz de Coimbra.
De maneira geral, a Crónica do conde Pedro Afonso segue o modelo cronístico castelhano desenvolvido a partir da Primeira Crónica Geral de Espanha, escrita na corte de Afonso X no último quartel do século XIII. Nota-se, porém, que o conde exalta em sua obra o papel da monarquia e das conquistas portuguesas na história hispânica e na cruzada contra o Islão, diminuindo a primazia castelhana nesse processo.

## Versão de 1400
A Crónica de 1344 tinha algumas falhas na apresentação cronológica de certas partes e no encadeamento dos episódios. Com o objetivo de harmonizar o texto, por volta de 1400 foi realizada uma refundição da crónica, na qual foi eliminada a primeira parte sobre a história do mundo, trocando-a por um prólogo, e modificando-se várias partes das genealogias do reis. O espírito geral e boa parte do texto da obra de Pedro Afonso foram, porém, preservados, mantendo-se o papel destacado de Portugal na história dos reinos da Península.

## Traduções
A importância e fama da obra do conde Pedro Afonso pode ser medida pelo fato de que tanto a versão de 1344 como a de 1400 foram traduzidas ao castelhano. Em português a obra sobrevive apenas na sua versão de 1400, mas a existência de uma tradução castelhana da versão de 1344 permitiu a reconstrução da obra original do conde.